# 끈 이론 풍경
끈 이론 풍경(string theory landscape) 또는 진공의 풍경(landscape of vacua)은 끈 이론에서 가능한 거짓 진공들의 집합을 말하며, 축소화을 지배하는 매개변수 선택의 집합적인 "풍경"을 함께 구성한다.
"풍경"이라는 용어는 진화 생물학의 적합한 풍경이라는 개념에서 유래했다. 그것은 리 스몰린이 그의 저서 The Life of the Cosmos (1997)에서 우주론에 처음 적용했으며 레너드 서스킨드가 끈 이론의 맥락에서 처음 사용했다.

## 축소화 된 야우 다양체
끈 이론에서 플럭스 진공의 수는 일반적으로 대략적으로 {\displaystyle 10^{500}}생각된다. 그러나 {\displaystyle 10^{272,000}} 이상일 수도 있다. 이렇게 큰 경우의 수는 칼라비-야우 다양체의 선택과 F-이론에서 발견되는 다양한 호몰로지 싸이클에 대한 일반화된 자기 플럭스의 선택에서 발생한다.
진공들의 공간에 구조가 없다면, 우주 상수가 충분히 작은 구조를 찾는 문제는 NP-완전이다. 이 문제는 부분 집합 합 문제에 해당한다.
현재 KKLT 메커니즘으로 알려진 끈 이론 진공 안정화의 가능한 메커니즘은 샤피트 카치루, 레나타 칼로쉬, 안드레이 린데 및 산딥 트리베디가 2003년에 제안했다.

## 인류 원리에 의한 미세 조정
우주 상수나 힉스 보손 질량과 같은 상수의 미세 조정은 일반적으로 특정 값을 무작위로 선택되는 것이아니라 반대로 정확한 물리적 이유 때문에 발생한다고 가정한다. 즉, 이러한 값은 기본 물리 법칙과 고유하게 일치해야 한다.
이론적으로 허용되는 구성의 수는 이것이 사실이 아니며 많은 다른 진공이 물리적으로 실현된다는 것이라는 가정을 요구한다. 인류 원리는 기본 상수가 생명에 필요하기 때문에(따라서 지능적인 관찰자가 상수를 측정하기 위해) 기본 상수가 가지고 있는 값을 가질 수 있다고 제안한다. 인류적 풍경은 지적 생명체를 지원하기에 적합한 풍경 부분의 집합체를 가리킨다.
이 아이디어를 구체적인 물리이론으로 구현하기 위해서 기본 물리적 매개 변수가 다른 값을 가질 수 있는 다중 우주를 가정한다. 이것은 영원한 급팽창 이론의 맥락에서 실현되었다.
1987년 스티븐 와인버그는 훨씬 더 큰 우주 상수를 가진 우주에서는 생명체가 발생할 수 없기 때문에 우주 상수의 관측값이 아주 작다고 제안했다.
와인버그는 확률론적 주장에 기초하여 우주 상수의 크기를 예측하려고 시도했다. 다른 시도들에서는 입자 물리학의 모델에 유사한 추론을 적용하도록 만들어졌다.
이러한 시도는 베이즈 확률의 일반적인 아이디어에 기반을 두고 있다. 분포에서 하나의 표본만 추출할 수 있는 상황에서 확률을 해석하는 것은 도수 확률 에서는 문제가 되지만 반복되는 사건의 빈도로 정의되지 않는 베이즈 확률에서는 문제가 되지 않는다.
이러한 틀에서 확률 {\displaystyle P(x)}는 몇 가지 기본 매개 변수{\displaystyle x}를 관찰하는 것에 의해 주어진다,
{\displaystyle P(x)=P_{\mathrm {prior} }(x)\times P_{\mathrm {selection} }(x),}
여기서 {\displaystyle P_{\mathrm {prior} }}는 기본 이론에서 매개변수 {\displaystyle x}의 사전 확률이다.  그리고 {\displaystyle P_{\mathrm {selection} }}는 매개 변수 {\displaystyle x}를 사용하여 우주에서 발생할 "관찰자"의 수에 의해 결정되는 "인류적 선택 기능"이다.
이런 확률론적 주장은 풍경의 가장 논쟁적인 측면이다. 이 제안에 대해 다음과 같은 비판이 있다.
- 함수 {\displaystyle P_{\mathrm {prior} }}는 끈 이론에서는 완전히 알려지지 않았으며 합리적인 확률론적 방식으로 정의하거나 해석하는 것이 불가능할 수 있다.
- 함수 {\displaystyle P_{\mathrm {selection} }}는 생명의 기원에 대해 알려진 것이 거의 없기 때문에 완전히 알려지지 않았다. 단순화된 기준(은하수와 같은)은 관측자 수의 프록시로 사용되어야 한다. 게다가 관측 가능한 우주의 매개변수와 근본적으로 다른 매개변수에 대해 계산하는 것이 불가능할 수도 있다.

### 간소화된 접근 방식
테그마크 등의 학자들은 최근에 이러한 반대 의견을 고려하고 액시온 암흑 물질에 대한 단순화된 인류학적 시나리오를 제안했다. 이 시나리오에서는 이러한 문제 중 처음 두 가지가 적용되지 않는다고 주장한다.
빌렌킨과 연구 동료들은 주어진 진공에 대한 확률을 정의하는 일관된 방법을 제안했다.
단순화된 접근 방식의 많은 문제는 그들이 10에서 1000자릿수만큼 너무 큰 우주 상수를 "예측"하여(가정에 따라 다름) 우주 가속도가 관측된 것보다 훨씬 더 빨라야 한다고 제안한다.

### 해석
다수의 준안정 진공에 대해 이의를 제기하는 사람은 거의 없다. 그러나 인류학적 풍경의 존재, 의미 및 과학적 관련성은 여전히 논란의 여지가 있다.

#### 우주 상수 문제
안드레이 린데, 마틴 리스 경 및 레너드 서스킨드는 그것을 우주 상수 문제에 대한 해결책으로 옹호한다.

### 풍경에서 약한 규모의 초대칭
끈이론 풍경의 아이디어는 약한 규모의 초대칭 개념과 작은 계층 문제에 적용될 수 있다. 낮은 에너지 유효 장 이론으로 최소 초대칭 표준 모형을 포함하는 끈 진공의 경우, 초대칭을 깨는 장의 모든 값은 풍경에서 동일할 것으로 예상된다. 이로 인해 더글라스와 다른 사람들은 초대칭을 깨는 규모가 풍경 {\displaystyle P_{prior}\sim m_{soft}^{2n_{F}+n_{D}-1}}에서 거듭제곱 법칙으로 분포된다고 제안했다.  여기서 {\displaystyle n_{F}}는 F-파괴 장의 수(복소수로 분포됨)이고, {\displaystyle n_{D}}는 D-파괴 장의 수이다(실수로 분포됨). 다음으로, 유도된 약한 척도가 측정된 값의 몇 배 안에 있다는 Agrawal, Barr, Donoghue, Seckel(ABDS) 인류학적 요구 사항  을 부과할 수 있다(우리가 알고 있는 생명에 필요한 핵이 불안정해지지 않도록) (원자 원리)). 이러한 효과를 크고 부드러운 초대칭 파괴 항에 대한 가벼운 멱법칙 끌기와 결합하여 풍경에서 예상되는 힉스 보손 및 초입자 질량을 계산할 수 있다. 힉스 질량 확률 분포는 약 125 GeV에서 정점에 도달하는 반면, 초입자들(light higgsinos 제외)은 현재 LHC의 에너지 한계를 훨씬 넘어서는 경향이 있다. 이 접근 방식은 끈 같은 자연성을 적용한 예이다.

#### 과학적 관련성
데이비드 그로스는  그 아이디어는 본질적으로 비과학적이거나 반증할 수 없거나 시기상조라고 추측한다. 끈 이론의 인류적 풍경에 대한 유명한 논쟁은 풍경의 장점에 대한 스몰린-서스킨드 논쟁이다.

#### 인기있는 리셉션
우주론의 인류학적 원리에 관한 몇 가지 인기 있는 책이 있다. Lubos Motl 과 피터 보이트라는 두 물리학 블로그의 저자는 이러한 인류학적 원리의 사용에 반대한다.

## 같이 보기
- 늪지대
- 여분 차원